# 수미트라 차터지

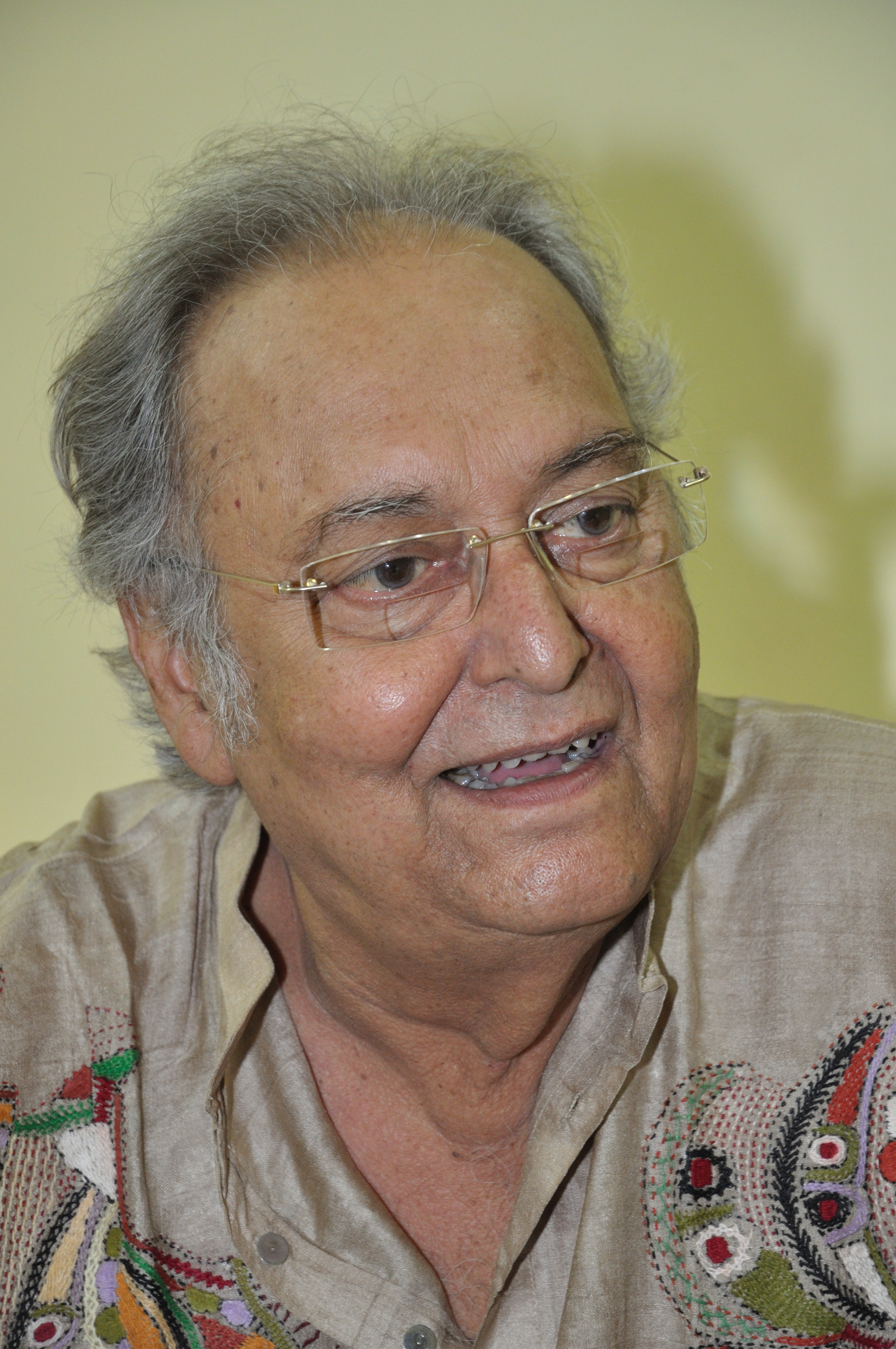

수미트라 차터지(Soumitra Chatterjee, 1935년 1월 19일 ~ 2020년 11월 15일), 소미트라 차타르지(힌디어: सौमित्र चटर्जी), 소미트라 차토파댜야(벵골어: সৌমিত্র চট্টোপাধ্যায়)는 인도의 배우이다.
210여편의 영화에 출연했고, 특히 사티야지트 레이 감독의 영화를 열네 편을 찍었다. 내셔널 필름 어워드 세 차례와 공로상인 다다사헤브 팔케상을 받았다. 또한 프랑스 문화예술공로훈장(1999)과 레지옹 도뇌르 훈장(2017)을 받았다.
코로나19 범유행중인 2020년 10월 5일 코로나19 양성 판정을 받고 이튿달 콜카타 벨뷰 병원에 입원했다. 상태는 호전됐으나 11월 15일 합병 뇌질환으로 사망했다.